# Genting Snow Park

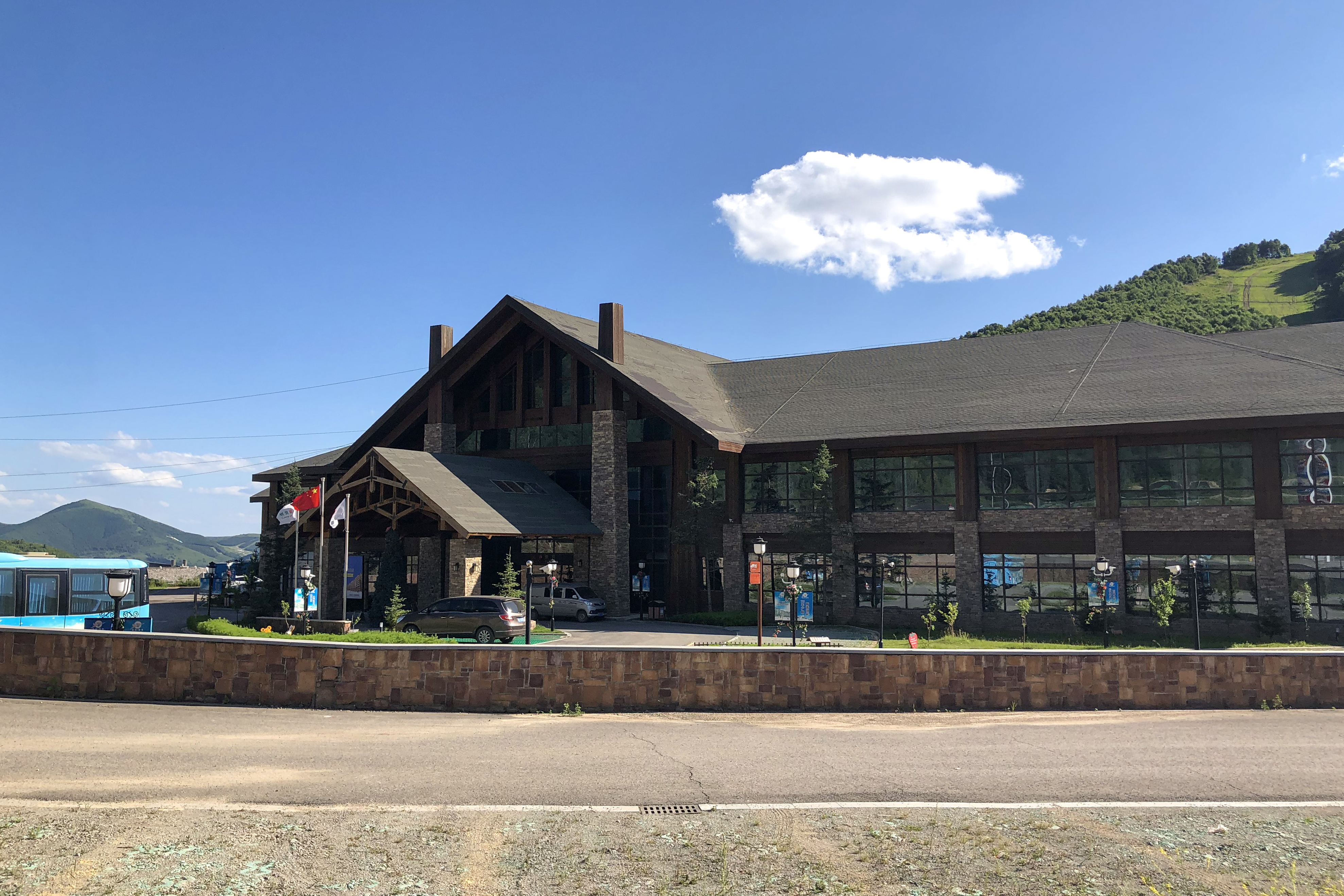
L'edificio d'ingresso della stazione durante l'estate del 2021.

Genting Snow Park (密苑云顶乐园S, Mì yuàn yúndǐng lèyuánP) è una stazione sciistica situata nel distretto di Chongli della città-prefettura di Zhangjiakou, Cina. È conosciuta anche come Genting Secret Garden.

## Storia
La stazione sciistica, realizzata dall'azienda malese Excellence Group, è stata inaugurata il 16 dicembre 2012. Nel 2016 sono state apportate diverse migliorie in vista dei XXIV Giochi olimpici invernali. Dal 3 al 19 febbraio e dal 6 al 12 marzo 2022 è stato la sede rispettivamente delle gare olimpiche di freestyle e snowboard e di quelle paralimpiche di snowboard.

## Caratteristiche
La stazione sciistica dispone di 22 piste e 5 funivie. Per i giochi olimpici e paralimpici erano state realizzate delle strutture temporanee in grado di ospitare fino a 10 900 spettatori (3 300 per slalom gigante parallelo e cross, 4 000 per halfpipe e slopestyle, 3 600 per salti e gobbe).